# Delphine Uwababyeyi
Delphine Uwababyeyi es una deportista ruandesa que compite en taekwondo. Ganó una medalla de bronce en el Campeonato Africano de Taekwondo de 2016 en la categoría de –46 kg.

## Palmarés internacional
| Campeonato Africano | Campeonato Africano  | Campeonato Africano | Campeonato Africano |
| Año                 | Lugar                | Medalla             | Categoría           |
| ------------------- | -------------------- | ------------------- | ------------------- |
| 2016                | Puerto Saíd (Egipto) | Medalla de bronce   | –46 kg              |